# Rossend Marsol Clua
Rossend Marsol Clua, conegut pel seu pseudònim Sícoris, (Artesa de Segre, 22 d'octubre de 1922 - Andorra la Vella, 17 de gener de 2006) era un periodista i escriptor andorrà.

## Biografia
Rossend Marsol va estudiar dret a la Universitat de Barcelona. Durant la dècada dels 40 va exercir de corresponsal de premsa per diversos diaris, però l'any 1953 es va exiliar a Andorra per la seva implicació amb el catalanisme i activitats antifranquisme. Com a gestor administratiu fou pioner a Andorra durant molts anys. Fou el corresponsal dels diaris La Mañana (1959-1990), La Vanguardia (1965-1978) i altres. Tingué un càrrec a Ràdio Andorra i a Ràdio Valira i publicà llibres de poemes. L'autor presentà la Nit Literària Andorrana des de la seva creació el 1978. Va morir a la seva casa d'Andorra la Vella el 17 de gener de 2006 a l'edat de 83 anys.

## Obres (poesia)
- Cel i muntanya, Les Escaldes 1989
- La ciutat dels tres castells. Antologia poètica d'Artesa de Segre, Andorra 2000
- Festa major, Les Escaldes 2001
- La terra dels Valires. Recull de poemes d'Andorra i per Andorra, Andorra la Vella 2003